# پژمان نوزاد
پژمان نوزاد (انگلیسی: Pejman Nozad؛ زادهٔ ۱۳۴۸) یک سرمایه‌دار ایرانی-آمریکایی است که به‌خاطر سرمایه‌گذاری خطرپذیر و تأسیس شرکت‌های «پر وی‌سی» (گُلابی وی سی؛ Pear VC) و «شرکای عمیدزاد» (Amidzad Partners) شهرت دارد. او پیش از مهاجرت و اشتغال در سرمایه‌گذاری، کارهای روزنامه‌نگار، مجری رادیو و بازیکن حرفه‌ای فوتبال می‌کرده‌است. پژمان نوزاد در سال ۲۰۲۱ و همچنین ۲۰۲۲ در رتبه پانزدهم فهرست سالانه میداس فوربس قرار گرفت و در سال ۲۰۲۳ به رتبه نخست این فهرست رسید.

## سنین جوانی و تحصیلات
پژمان نوزاد زاده ۱۳۴۸ در محله تهران‌پارس در تهران است و در دوران انقلاب ایران بزرگ شد. او در یک مدرسه آلمانی در تهران تحصیل کرد که در نهایت به دلیل درگیری‌های ادامه‌دار تعطیل شد. نوزاد در ۱۶ سالگی برای روزنامه‌های ابرار ورزشی و دانش ورزش مطالبی می‌نوشت و در ۱۸ سالگی یک برنامه رادیویی ورزشی را ایجاد کرد که خود، مجری آن بود.
پژمان نوزاد حتی مدتی در تیم جوانان استقلال بازی کرد و دو بار هم با این تیم، قهرمان باشگاه‌های تهران در این رده شد. او سه دورهٔ جام جهانی فوتبال را به عنوان خبرنگار پوشش داد و از جمله نخستین کسانی بود که مطالب فنی و تاکتیکی را در روزنامه‌های ورزشی ایران مطرح کرد.

## زندگی حرفه‌ای
نوزاد، سه سال در ایران به صورت حرفه‌ای فوتبال بازی کرد تا اینکه در دهه ۱۹۸۰ با بورسیه تحصیلی به آلمان رفت. او در سال ۱۹۹۲ با جیب خالی و فقط ۷۰۰ دلار و بدون حامی مالی به ایالات متحده آمریکا مهاجرت کرد نوزاد پیش از ورود به دنیای سرمایه‌گذاری به عنوان کارگر کارواش، کارمند مغازهٔ ماست‌فروشی و فروشگاه فرش در گالری فرش مدالیون کار کرد.
نوزاد شرکت سرمایه‌گذاری «شرکای عمیدزاد» را در سال ۱۹۹۹ به همراه رحیم و سعید عمیدی که صاحب گالری فرش مدالیون و مرکز فناوری پلاگ اند پلی هستند تأسیس کرد. نوزاد با شرکای عمیدزاد در شرکت‌هایی مانند کویکی (Qwiki) سرمایه‌گذاری کرد.
در شرکت «ساندهاند» (Soundhound) نیز پژمان نوزاد همراه با کیوان مهاجر یکی از جذاب‌ترین پروژه‌ها برای تشخیص امضاهای صوتی منحصر به فرد افراد و موسیقی را شروع کرد. این شرکت یکی از پیشروترین شرکت‌های تکنولوژی و هوش مصنوعی در بخش اصوات نیز هست که موجب پیشرفت‌های شگرفی در صنعت خودروسازی شده‌است.
شرکت «گواردانت هلث» (Guardant Health) که یکی از پیشروهای جهان پزشکی برای درمان سرطان است نیز از جمله پروژه‌هایی است که پژمان نوزاد با یک ایرانی دیگر به نام امیرعلی طلاساز شروع کرد.
افزون بر این‌ها شرکت «اپ‌لاوین» (AppLovin) هم پروژه‌ای است مشترک بین پژمان نوزاد و آرش فروغی که برای توسعه اپلیکیشن‌ها طراحی شده‌است.
او همچنین در سال ۲۰۱۳ شرکت سرمایه‌گذاری «پِر وی‌سی» (Pear VC) را با مار هرشنسون، کارآفرین اسپانیایی، با نام پژمان مار در سال ۲۰۱۳ تأسیس کرد. امروزه مدل سرمایه‌گذاری شرکت «پر وی‌سی» در بعضی از بهترین دانشگاه‌های آمریکا تدریس می‌شود.
او موفق شد تا سرمایه بیش از ۱۰۰ استارتاپ را تأمین کند که بسیاری از آن‌ها به شرکت‌های موفق چند میلیون دلاری تبدیل شده‌اند. او در شرکت‌های مشهور فناوری مانند Doordash, Dropbox, Applovin, Gusto, Guardant Health, Branch, Aurora Solar, Soundhound, CourseHero سرمایه‌گذاری کرده است که این شرکت‌ها حالا به غول‌های چند میلیارد دلاری تبدیل شده‌اند. برای مثال ارزش استارتاپ Doordash درحال حاضر بیش از ۲۵ میلیارد دلار و Dropbox بیش از ۷٫۵ میلیارد دلار برآورد شده‌اند.
پژمان نوزاد پس از موفقیت در صندوق «پر وی‌سی»، اقدام به تأسیس مرکز رشد «گاراژ» نمود. گاراژ به دانشجویان و کارآفرینان نوپایی که خلاقیت بالا و ایده‌های خوبی دارند کمک می‌کند تا به اهدافشان برسند.
در سال ۲۰۱۴ مدال افتخار جزیره الیس در ایالت متحده به پژمان نوزاد اهدا شد. این جایزه به افرادی تعلق می‌گیرد که قادر به حفظ ارتباط و پاسداشت میراث قومی و گذشته خود نیز هستند.
پژمان نوزاد برای کارش با Pear VC، در رتبه پانزدهم فهرست سالانه میداس مجله معتبر فوربس در سال ۲۰۲۱ قرار گرفت. در سال ۲۰۲۲، او رتبه ۱۵ را در این فهرست حفظ کرد و در فهرست بذر میداس (Midas Seed List) در رتبه دوم قرار گرفت. در سال ۲۰۲۳ او در یک جهش قابل توجه به رتبه نخست این فهرست رسید.
ارزش شرکت‌های پژمان نوزاد در مجموع بیش از ۲۰‌ میلیارد دلار تخمین زده می‌شود.